# Marco Siffredi
Pour les articles homonymes, voir Siffredi.
Marco Siffredi, né le 22 mai 1979 à Chamonix-Mont-Blanc et mort sur l'Everest le 8 septembre 2002, est un snowboarder et un alpiniste français.
Il réalise la première descente de l'Everest en snowboard par la face nord via le couloir Norton, le 24 mai 2001, avec oxygène, et aidé par un Sherpa. L'année suivante, il meurt sur ce même sommet après une nouvelle ascension.

## Biographie
Marco Siffredi est né le 22 mai 1979 à Chamonix-Mont-Blanc. Il est le cadet d'une famille de montagnards. Son père Philippe est coiffeur à Chamonix et guide de haute montagne. Il grandit dans l'ombre de son frère Pierre, mort en 1981 dans une avalanche. À 16 ans, il reçoit sa première planche de snowboard et devient un sportif de l'extrême. Le 17 juin 1999, le Chamoniard est le premier à réaliser à snowboard (Jean-Marc Boivin l'a réalisé le 12 juin 1989 à ski) la descente de l'aiguille Verte, versant du Nant Blanc. « Il entre par surprise dans l'histoire de l'himalayisme en mai 2001, en réussissant la première descente intégrale du versant tibétain de l'Everest (8 849 m), par le couloir Norton, en face nord,. Avant lui, personne, ni à ski ni à snow-board, n'y était parvenu. »
Il meurt sur ce même sommet après une nouvelle ascension où il est accompagné de trois Sherpas.

### Réalisations

#### Alpes
- La Tour Ronde, couloir Gervasutti (350 m à 45°, 50°) en 1997
- Couloir du col du Diable au Tacul (550 m à 45°, 50°) en 1997
- Aiguille du Midi : couloir de la Passerelle (1 000 m à 45°, 50°)
- Aiguille du Midi : couloir Eugster (1 200 m à 50°, 55°)
- Aiguille du Midi : voie Mallory-Porter (1 200 m à 55°, 60°)
- Petite aiguille Verte : couloir Chevalier (350 m à 50°, 55°)
- Petite aiguille Verte : face Nord (150 m à 45°, 50°)
- Les Courtes : pente Nord-Est (600 m à 50°)
- Aiguille d'Argentière : couloir en Y (450 m à 45°, 50°)
- Col du Tacul, glacier du Capucin (300 m à 50°)
- Mont Blanc, corridor de la Brenva (2 500 m à 45°)
- Mont Blanc du Tacul, face Nord intégrale (1re descente en snowboard - 2 000 m à 40°, 45°)
- Mont Blanc du Tacul, couloir Jager (600 m à 50°, 55°)
- Mont Blanc du Tacul, voie Contamine-Négri (450 m à 45°, 50°)
- Col du Plan, face Nord (1 200 m à 50°, 55°)
- Mont Maudit, face Nord (400 m à 45°, 50°)
- Aiguille du Chardonnet, face Nord (1re descente en snowboard - 600 m à 50°, 55°)
- Mont Blanc du Tacul, voie Contamine-Mazeaud (350 m à 50°, 55°)
- Mont Blanc du Tacul, couloir Gervasutti (700 m à 45°, 55°)
- Couloir Ouest des aiguillettes du Tacul (1re descente en snowboard, 500 m à 45°, 55°)
- Couloir Ouest du col du Diable (1re descente en snowboard, 550 m à 45°, 55°)
- Couloir Ouest de la brèche du Cardinal (450 m à 50°, 55°)
- Couloir de la brèche Moine-Évêque (550 m à 50°, 55°)
- Les Courtes, couloir Sud (700 m à 45°, 55°)
- Aiguille de l'Épéna (3 421 m), couloir Sud-Ouest (1re descente, 450 m à 50°), en 1999
- Mont Maudit, face Sud, voie diagonale (1re descente en snowboard, 700 m à 50°, 55°)
- Mont Blanc du Tacul, face Est, couloir de l'Isolée (1re descente en snowboard, 600 m à 50°, 55°)
- Aiguille Verte, versant du Nant Blanc (1re descente en snowboard, 1 000 m à 50°, 55°, 60°) le 17 juin 1999
- Aiguille Verte, couloir Cordier, (1re descente) en snowboard, en 2000

#### Andes
- Yerupajá en 1998
- Huayna Potosi (6 088 m) en 1998
- Tocllaraju (6 034 m), arête Sud (1re ascension et 1re descente, 1 000 m à 45°, 60°)

#### Himalaya
- Shishapangma (8 013 m) (après avoir fait le sommet, il descend en snowboard à partir de 7 000 m)
- Cho Oyu (8 201 m) descente en snowboard par la voie normale depuis le sommet
- Everest (8 849 m) couloir Norton, descente en snowboard depuis le sommet en mai 2001
- Everest (8 849 m) couloir Hornbein où il trouvera la mort en septembre 2002

### L'Everest et le couloir Hornbein
Marco Siffredi est le deuxième alpiniste français à avoir gravi deux fois l'Everest, les deux fois par l'arête Nord (voie normale chinoise). La première fois (2001), il réalise un exploit inédit : la première descente en snowboard du couloir Norton. Ce n'était pourtant pas son objectif, il ciblait le couloir Hornbein mais les conditions n'étaient pas bonnes. L'année suivante, il y retourne avec pour ambition de réaliser la première descente en snowboard de ce fameux couloir, plus raide et réputé plus difficile. Le 8 septembre 2002, en début d'après-midi, il arrive au sommet de l'Everest. Observé aux jumelles depuis le camp de base avancé, on perd vite sa trace et personne ne le reverra jamais plus. C'est au cours de cette descente qu'il trouve la mort, en snowboard dans le couloir Hornbein, probablement 350 mètres sous le sommet environ. Son corps n'a jamais été retrouvé. Le film Tout là-haut lui est dédié.

### Livre
- Antoine Chandellier, La trace de l'ange : la vie de Marco Siffredi, Chamonix, éditions Guérin, coll. « La petite collection », 2005, 400 p. (ISBN 978-2-911755-83-5)
- Laurent Davier, René Robert et Laurent Molitor, Marco Siffredi : Dernier Everest, Éditions Press Time, 1er octobre 2003, 96 p. (ISBN 978-2-9521338-0-7)

### Coffret (DVD + livre)
- Marco, étoile filante de Bertrand  Delapierre, 18 novembre 2008, DVD  (EAN 3760114290663) [présentation en ligne]
Ce coffret contient le film documentaire Marco, étoile filante de Bertrand Delapierre, réédité dans sa version longue originale de 90 minutes enrichie d'une version italienne et accompagné d'un livre de 84 pages illustré de ses plus belles photographies et de témoignages inédits.